# Walther Jervolino
Walther Jervolino (Bondeno, 1º marzo 1944 – San Mauro Torinese, 12 luglio 2012) è stato un pittore e incisore italiano.

## Biografia

### Le origini
Walther Jervolino nasce a Bondeno, in piena Seconda Guerra Mondiale. La famiglia si trasferisce dopo pochi anni a Torino, nel quartiere popolare di Borgo Vittoria, lasciando definitivamente la provincia di Ferrara.
Dopo aver frequentato l'Accademia delle Belle Arti sotto la guida di Mario Calandri e Giacomo Soffiantino, si trasferisce nel 1968 in Inghilterra, prima a Londra e successivamente a Derby, dove affina le sue abilità pittoriche, fortemente in contrasto con le avanguardie artistiche post-moderne.

### Le prime opere
Rielaborando le tecniche pittoriche rinascimentali e fiamminghe, torna in Italia nel 1970 e affronta i temi dell'anarchia e del disagio sociale e politico degli anni di Piombo con dipinti che risentono di una forte impronta surrealista. 
Comincia ad esporre in numerose gallerie negli Stati Uniti, in Germania, nei Paesi Bassi e in Francia, collaborando esternamente con la corrente pittorica legata alla rivista "Surfanta".

### Lo stile pittorico
Considerato da alcuni importanti critici "esoterico", o artista le cui opere ci fanno avere "la sensazione di essere ai limiti del tempo in una dimensione tutta spirituale", Jervolino riesce a sintetizzare la raffinatezza dei chiaroscuri caravaggeschi a tematiche tipicamente novecentesche, quali la perdita di valore dell'io e il sogno come unica dimensione in cui ritrovare i propri frammenti di sé.

## La morte di Pinocchio
All'interno delle sue opere, rimane celebre "La morte di Pinocchio" del 1986. Rielaborata successivamente in diversi altri dipinti, Jervolino esamina la figura di Pinocchio, famoso burattino creato da Collodi, immaginando un differente scenario per il finale: Pinocchio è barbaramente trucidato perché colpevole di numerosi crimini. 

Questo finale, tra l'altro, è in origine nelle intenzioni dello stesso Carlo Collodi, che aveva immaginato l'impiccagione finale di Pinocchio.